# Jean-Paul Saint-André
Jean-Paul Saint-André, né à Angers le 4 septembre 1949, est un universitaire français, professeur de médecine (anatomopathologie).
Il est président du collège national des enseignants d’anatomie pathologique (CoPath), de la section 42 du CNU (morphologie et morphogenèse). Membre du conseil d'administration de l'université d'Angers, il succède à Daniel Martina le 15 février 2012 au poste de président de l'université, fonction qu'il exerce jusqu'en 2016.

## Carrière
- 1978 : docteur en médecine, spécialiste en anatomie pathologique ;
- de 1978 à 1982 : assistant des universités-assistant des hôpitaux en anatomie pathologique à la faculté de médecine et au CHU d’Angers ;
- de 1982 à 1989 : chef de travaux des universités-assistant des hôpitaux (faculté de médecine et CHU d’Angers), recherche sur les tumeurs gliales ;
- depuis 1989 : professeur des universités-praticien hospitalier en anatomie pathologique et en histoire de la médecine ;
- du 1er novembre 2001 au 31 août 2011 : doyen de la faculté de médecine d’Angers, remplacé ensuite par Isabelle Richard ;
- 15 février 2012 - 2016 : président de l'université d'Angers[1].